# Фенобарбитал
Фенобарбита́л (также известен под торговой маркой «Люминал») — устаревшее противоэпилептическое психотропное лекарственное средство из группы барбитуратов. Является производным барбитуровой кислоты, оказывает неизбирательное угнетающее действие на центральную нервную систему путём повышения чувствительности ГАМК-рецепторов к гамма-аминомасляной кислоте и увеличения тока ионов Cl− через каналы рецепторов.
Производные барбитуровой кислоты и, прежде всего, фенобарбитал, до недавнего времени были основными в лечении эпилепсии, однако сейчас не относятся к препаратам первого ряда из-за выраженного успокаивающего (седативного) действия. Тем не менее данный препарат входит в список важнейших лекарственных средств Всемирной организации здравоохранения, а также в перечень жизненно необходимых и важнейших лекарственных препаратов, утверждённый распоряжением Правительства Российской Федерации от 07.12.2011 № 2199-р.
Оборот фенобарбитала в настоящее время ограничен, конвенцией о психотропных веществах фенобарбитал включён в список IV. Лекарства, содержащие фенобарбитал, запрещены к ввозу в некоторые страны (например, в США, ОАЭ и Литву). Постановлением Правительства РФ от 4 февраля 2013 года № 78 фенобарбитал внесён в Перечень наркотических средств, психотропных веществ и их прекурсоров, подлежащих контролю в Российской Федерации (список III — психотропные вещества, оборот которых в Российской Федерации ограничен и в отношении которых допускается исключение некоторых мер контроля).
Фенобарбитал является основной составляющей широко распространённых в странах бывшего СССР валокордина, валосердина и корвалола, а также андипала.

## История открытия
Компания Bayer выпустила фенобарбитал в продажу в 1912 году под торговым названием Luminal. Этот барбитурат был синтезирован германским химиком Эмилем Фишером в 1904 году, спустя 2 года после синтеза первого барбитурата — барбитала. Люминал оставался общепринятым седативным и снотворным средством вплоть до появления в 1950-х годах бензодиазепинов.

## Физические свойства
Белый кристаллический порошок слабогорького вкуса, без запаха. Очень мало растворим в холодной воде, трудно — в кипящей (1:40), легко растворим в спирте и растворах щелочей.

## Производство
Фенобарбитал синтезируется химическим способом.

## Общая информация
Обычно фенобарбитал рассматривают как снотворное средство. Действительно, он оказывает выраженное снотворное действие и находит применение при расстройствах сна. Однако в настоящее время наибольшее значение этот препарат имеет как антиконвульсант.
В малых дозах фенобарбитал оказывает успокаивающее действие и в сочетании с другими препаратами (спазмолитики, сосудорасширяющие средства) находит применение при нейровегетативных расстройствах.
В связи с противосудорожным действием фенобарбитал назначают также при хорее, спастических параличах, различных судорожных реакциях.
При приёме внутрь фенобарбитал полностью, но относительно медленно всасывается. Пик концентрации в крови наблюдается через 1—2 часа после приёма. Около 50 % связывается белками плазмы. Препарат равномерно распределяется в разных органах и тканях; меньшие концентрации его обнаруживаются в тканях мозга. Период полусуществования в плазме крови у взрослых составляет 2—4 суток (до 7 суток у новорождённых). Выделяется из организма медленно, что создаёт предпосылки для кумуляции. Метаболизируется микросомальными ферментами печени. Неактивный метаболит (4-оксифенобарбитал) выделяется почками в виде глюкуронида, а около 25 % — в неизменённом виде.
Снотворное действие фенобарбитала сходно с действием других барбитуратов. Нежелательным свойством фенобарбитала является то, что при его применении может наблюдаться выраженное последействие: общее угнетение, продолжающаяся сонливость, нистагм, атаксия и другие.
Длительного применения фенобарбитала и содержащих его препаратов в качестве снотворных и успокаивающих средств следует избегать в связи с возможностью их кумуляции и с развитием привыкания.
В последнее время[какое?] ряд готовых лекарственных форм, содержащих фенобарбитал (таблетки «Пираминал», «Диафеин», «Люпаверин», «Теодинал», «Микройод с фенобарбиталом» и другие), исключён из номенклатуры лекарственных средств.
Для лечения эпилепсии фенобарбитал часто назначают в сочетании с другими лекарственными средствами. Обычно эти сочетания подбирают индивидуально в зависимости от формы и течения эпилепсии и общего состояния больного. Существуют, однако, и готовые комбинированные препараты (глюферал, паглюферал и другие).
Советский психиатр М. Я. Серейский предложил экстемпоральную комбинацию (смесь Серейского), которая до сих пор[когда?] применяется для лечения больных эпилепсией.
Одним из свойств фенобарбитала является его способность вызывать «индукцию» ферментов и усиливать активность монооксигеназной ферментной системы печени, что следует учитывать при одновременном его применении с другими лекарственными средствами, действие которых может при этом ослабляться (см. Бензонал). С этой же особенностью фенобарбитала связана его способность уменьшать гипербилирубинемию, что лежит в основе его применения для лечения и профилактики гемолитической болезни новорождённых.

## Побочные эффекты
При лечении фенобарбиталом, особенно при длительном его приёме или передозировке, возможны такие побочные явления, обусловленные угнетением деятельности ЦНС и другими механизмами: снижение артериального давления, аллергические реакции (кожная сыпь:32 и др.), сдвиги в формуле крови (мегалопластическая анемия:29, лейкопения, тромбоцитопения, агранулоцитоз), нарушение координации, повышение температуры, поражения печени.
Приём фенобарбитала может приводить к печёночной недостаточности, особенно в первые полгода лечения.
Препарат может вызывать опасные системные реакции гиперчувствительности — синдром гиперчувствительности (Dress-синдром):36—37, сывороточную болезнь.
Фенобарбитал эффективен и недорог, однако, как и другие барбитураты, негативно влияет на когнитивные функции, аффективную сферу и поведение пациентов. Международная противоэпилептическая лига рекомендовала значительно сузить показания к применению барбитуратов, особенно в детской эпилептологии.
Приём фенобарбитала может вызывать парадоксальное возбуждение, депрессию, нарушения поведения:123, суицидальное поведение, сонливость, атаксию, нистагм, двигательную дезориентацию.
Фенобарбитал может приводить к интеллектуально-мнестическим нарушениям у пациентов:120, вызывать задержку психического развития у детей, приводить к снижению успеваемости в школе:120. Длительное применение фенобарбитала может привести к появлению у детей СДВГ-подобного поведения в 20—60 % случаев.
В начале терапии фенобарбитала часто наблюдается седативный эффект, транзиторная атаксия:52—53. Одновременное применение фенобарбитала с другими седативно действующими препаратами приводит к усилению седативно-гипнотического эффекта и может сопровождаться угнетением дыхания. При сочетании фенобарбитала с рядом других психотропных средств или при сочетании с опиоидными анальгетиками может возникать опасная заторможенность.
Как и ряд других противоэпилептических препаратов, фенобарбитал может вызывать аггравацию — учащение, утяжеление эпилептических приступов, возникновение у пациента новых видов приступов — в случае с фенобарбиталом это миоклонические приступы, абсансы:68. Учащение абсансов происходит чаще всего при терапии высокими суточными дозами фенобарбитала. Приём фенобарбитала может приводить к аггравации приступов при роландической эпилепсии, в том числе к негативному миоклонусу:141.
Многие авторы считают причиной учащения эпилептических приступов при приёме фенобарбитала его передозировку. Симптомы аггравации могут сохраняться даже при снижении суточной дозы препарата, что объясняется медленной элиминацией фенобарбитала. Предотвратить аггравацию часто можно путём медленного титрования суточной дозы:141.
Фенобарбитал вызывает привыкание, которое выявляется примерно через 2 недели лечения, а при повышенных дозировках — через 4—7 дней. Он вызывает психическую и физическую лекарственную зависимость, синдром отмены и «отдачи».
Препарат может снижать концентрацию в крови андрогенов и эстрогенов, приводя тем самым к импотенции, гипосексуальности, нарушению менструального цикла:48 (аменорея, олигоменорея), снижая эффективность гормональных контрацептивов с низким содержанием эстрогенов:48, вызывая снижение фертильности у взрослых и гипогонадизм у детей.
Фенобарбитал может негативно влиять на функцию щитовидной железы, вызывая гипотиреоз:49. Также он может вызывать недостаточность фолиевой кислоты, дефицит витамина D.
Приём фенобарбитала может приводить к остеопении и повышенному риску переломов, препарат способствует понижению содержания кальция и снижению минерализации костей как у детей, так и у взрослых. Это происходит главным образом в случаях многолетней политерапии, особенно у пациентов со сниженной физической активностью.
Препарат может выступать в качестве потенциального промотора канцерогенеза. В докладе ВОЗ 1995 года отмечено, что у 8 % пациентов, длительно лечащихся этим препаратом, встречаются различные формы онкопатологии.

## Меры предосторожности
Перед назначением противоэпилептических препаратов рекомендуется провести ряд обследований и проанализировать анамнез пациентов, см. Побочные эффекты противосудорожных средств#Перед началом терапии.
При приёме противоэпилептических препаратов следует регулярно проводить такие обследования, как общий анализ крови с определением количества тромбоцитов и времени крототечения, биохимический анализ крови, определение концентрации противосудорожного препарата в крови (при необходимости), общий анализ мочи, УЗИ органов брюшной полости и почек:63—65. Особенно важно при терапии фенобарбиталом осуществлять систематический подсчёт форменных элементов крови.
При развитии на фоне приёма фенобарбитала мегалобластической анемии нужно назначить фолиевую кислоту, не отменяя фенобарбитал.

## Взаимодействия
Снижает концентрацию в сыворотке крови фенитоина (в зависимости от дозы), фенилбутазона, антидепрессантов, метронидазола, антипирина, глюкокортикоидов, хлорамфеникола, доксициклина, гризеофульвина, дигоксина, непрямых антикоагулянтов. Уменьшает терапевтический эффект трициклических антидепрессантов, карбамазепина, контрацептивов, глюкокортикостероидов, кардиотоническое действие дигоксина. Усиливает фармакологический эффект метотрексата.
Вальпроаты в сочетании с фенобарбиталом приводят к усилению его побочных эффектов, к седации и увеличению веса. При сочетании фенобарбитала с примидоном поддерживается высокий уровень фенобарбитала, развиваются токсические эффекты.
При сочетании фенобарбитала с галоперидолом депрессивное действие на ЦНС усиливается, развивается дыхательная депрессия. При сочетании с другими нейролептиками (в том числе фенотиазинами) вначале усиливается депрессивное действие на ЦНС, при продолжении лечения происходит взаимное уменьшение эффектов.
При сочетании фенобарбитала с фенитоином эффекты труднопрогнозируемы, возможно усиление или уменьшение, недостаточность эффекта фенитоина, снижение эффекта фенобарбитала, возможно токсическое действие фенитоина.
Взаимодействия фенобарбитала с этанолом труднопрогнозируемы, при острой алкогольной интоксикации происходит усиление центрально-депрессивных и токсических эффектов.

## Противопоказания
Препарат противопоказан при тяжёлых поражениях печени и почек с нарушением их функций, при алкоголизме, наркотической зависимости, миастении, при гиперчувствительности, выраженной анемии, гиперкинезах, гипофункции надпочечников, тиреотоксикозе, депрессии, бронхообструктивных заболеваниях лёгких, беременности (I и III триместры), в период лактации (во избежание тератогенного действия). Следует также учитывать, что у кормящих матерей при приёме фенобарбитала он в значительных количествах обнаруживается в молоке.

## Эвтаназия
Фенобарбитал (люминал) применяли в нацистской Германии в ходе массовых убийств лиц с психическими расстройствами в психиатрических клиниках.
В штате Арканзас (США) в 2013 году высокие дозы фенобарбитала в комбинации с лоразепамом планировали использовать для умерщвления заключённых, приговорённых к смертной казни через инъекцию, однако производитель препарата ограничил его экспорт, и позже штат от этих планов отказался.